# Tiruvottiyur
Tiruvottiyur es una ciudad y municipio situada en el distrito de Chennai en el estado de Tamil Nadu (India). Su población es de 249446 habitantes (2011). Se encuentra a 47 km de Tiruvallur y a 10 km de Chennai.
Perteneció al distrito de Tiruvallur, hasta que en abril de 2018, el gobierno estatal transfirió Tiruvottriyur en la ampliación del distrito de Chennai .

## Demografía
Según el censo de 2011 la población de Tiruvottiyur era de 249446 habitantes, de los cuales 125300 eran hombres y 124146 eran mujeres. Tiruvottiyur tiene una tasa media de alfabetización del 88,59%, superior a la media estatal del 80,09%: la alfabetización masculina es del 92,39%, y la alfabetización femenina del 84,77%.